# Hunter's Moon
"Hunter's Moon" é um single da banda sueca de rock Ghost. Foi lançada no dia 30 de setembro de 2021 em parceria com a Universal Studios para a trilha sonora do filme slasher de 2021 Halloween Kills.
Duas versões da música foram gravadas. A versão do single, lançada em 30 de setembro de 2021, foi produzida por Klas Åhlund, enquanto a versão contida nos créditos finais de Halloween Kills foi produzida por Tom Dalgety.

## História
De acordo com Tobias Forge, Ryan Turek, um produtor do filme Halloween Kills, o perguntou se ele estaria interessado em escrever uma música para o filme. Tobias disse que ele já tinha algumas músicas que podiam funcionar, e uma que se encaixaria muito bem com os conceitos do filme.
A versão do single presente no filme foi lançada no canal oficial da Universal Pictures no YouTube no dia 27 de outubro de 2021.
No dia 11 de março de 2023,  a banda lançou o álbum Impera, que conta com a faixa "Hunter's Moon".
O disco de vinil de 7" foi lançado no dia 21 de janeiro de 2022.

## Créditos
Créditos adaptados do encarte.
Ghost
- Tobias Forge – vocais (creditado como Papa Emeritus IV)
- Nameless Ghouls – guitarras base e solo, baixo elétrico, teclados, bateria

Instrumentistas adicionais
- Fredrik Åkesson – guitarra
- Hux Nettermalm – bateria
- Martin Hederos – piano

Produção
- Klas Åhlund – produtor (versão single)
- Tom Dalgety – produtor (versão do filme)
- Ted Jensen – engenheiro de masterização
- Andy Wallace –  engenheiro de mixagem
- Martin Eriksson Sandmark – engenheiro de gravação
- Stefan Boman – engenheiro de gravação
- Dan Malsch – assistente de mixagem